# Alternanthera dentata
Alternanthera dentata é uma espécie de planta herbácea da família Amaranthaceae. Nativa das Américas Central e do Sul, é amplamente cultivada como planta ornamental em regiões tropicais e subtropicais devido à sua folhagem de coloração púrpura escura e vibrante.

## Descrição
É uma planta herbácea perene, embora muitas vezes seja cultivada como anual em climas mais frios. Possui um porte ereto a arredondado, podendo atingir de 60 a 90 centímetros de altura e uma largura semelhante. Seus caules são ramificados e de cor púrpura. As folhas são a principal atração: opostas, de formato ovalado a elíptico, com margens levemente denteadas (daí o epíteto dentata), e exibem uma coloração intensa que varia do roxo-avermelhado ao bordô ou quase preto, dependendo do cultivar e da exposição solar.
As flores são muito pequenas, de cor branca a esbranquiçada, e surgem em inflorescências globulares e discretas, semelhantes a pompons, nas axilas das folhas, principalmente no final do verão e outono. Elas não possuem grande valor ornamental em comparação com a folhagem.

## Distribuição e habitat
Alternanthera dentata é nativa de uma vasta área que se estende das Antilhas e do México até o Brasil. No Brasil, sua ocorrência natural está associada aos biomas da Amazônia, Caatinga, Cerrado e Mata Atlântica. Devido ao seu uso generalizado como planta ornamental, é cultivada em todas as regiões do país, incluindo o Maranhão, onde se adapta bem às condições de calor e umidade.

## Cultivo e usos
De fácil cultivo, propaga-se facilmente por estaquia. Prefere locais com sol pleno, que intensifica a cor de suas folhas, mas tolera meia-sombra, onde tende a apresentar uma coloração mais esverdeada. Necessita de solo fértil, rico em matéria orgânica e com boa drenagem, além de regas regulares para se manter viçosa, especialmente em períodos de calor intenso. É uma planta que aprecia o calor e a umidade, não sendo tolerante a geadas.

## Estado de conservação
A espécie Não foi Avaliada (NE) pela União Internacional para a Conservação da Natureza (IUCN). Por ser uma planta com ampla distribuição natural e largamente disseminada em cultivo por todo o mundo, não é considerada em risco. A sua grande adaptabilidade e facilidade de propagação contribuem para a segurança da espécie no contexto de conservação.